# Водяне-1 (Лозівський район)
Водяне́ — одне з двох сіл у Близнюківській селищній громаді Лозівського району Харківської області з цією назвою. Населення становить 86 осіб. Відоме як Верхнє Водяне. До 2020 орган місцевого самоврядування — Лукашівська сільська рада.

## Географія
Село Водяне знаходиться за 4 км від селища Близнюки, за 3 км від села Лукашівка. Розташоване на схилі балки по якій протікає пересихаючий струмок на якому зроблені загати.

## Історія
- 1925 — дата заснування.
- У 1942—1943 рр. село Водяне було місцем запеклих боїв з німецько-нацистськими загарбниками. В лютому-березні 1942 року в боях за село брали участь воїни 182-го кавалерійського полку. Остаточно село звільнили у вересні 1943 року. Радянські воїни, які загинули у боях за село поховані у братській могилі. Всього поховано 26 воїнів, з них відомі прізвища 6-ти.
- 12 червня 2020 року, відповідно до Розпорядження Кабінету Міністрів України № 725-р «Про визначення адміністративних центрів та затвердження територій територіальних громад Харківської області», увійшло до складу Близнюківської селищної громади.[1]
- 19 липня 2020 року, в результаті адміністративно-територіальної реформи та ліквідації Близнюківського району, увійшло до складу Лозівського району Харківської області.[2]

## Економіка
- В селі є свино-товарна ферма.